# Peter Pilz lista
Peter Pilz lista (tyska: Liste Peter Pilz) är ett politiskt parti i Österrike, bildat i juli 2017 av Peter Pilz. 
I samband med De grönas provval inför valet till nationalrådet i oktober 2017 hamnade Peter Pilz, som hade varit ledamot för De gröna i nationalrådet 1986–1991 och sedan 1999, inte på hans tilltänkta fjärde plats på förbundslistan. Som en följd av det grundade han sitt eget parti, Liste Peter Pilz. Medan De gröna åkte ur nationalrådet i valet 2017 för första gången sedan 1986, fick Peter Pilz lista 4,4 procent av rösterna och tog sig därmed in. Innan nationalrådets konstituerande sammanträde meddelade Peter Pilz att han inte skulle acceptera sitt mandat efter att han hade anklagats för sexuella trakasserier. I december 2018 bytte partiet namn till JETZT - Liste Pilz. I nationalrådsvalet 2019 fick partiet 1,9 procent av rösterna och åkte ut ur nationalrådet.

## Valresultat
| Val  | Andel       | Mandat  | Ref   |
| ---- | ----------- | ------- | ----- |
| 2017 | 4,4 procent | 8 / 183 | [ 1 ] |
| 2019 | 1,9 procent | 0 / 183 | [ 2 ] |

| Val  | Andel       | Mandat | Ref   |
| ---- | ----------- | ------ | ----- |
| 2019 | 1,0 procent | 0 / 18 | [ 3 ] |

## Partiledare
- 2017–2018: Peter Pilz
- sedan 2018: Maria Stern